# František Kopač
František Kopač (* 6. Februar 1951 in Úvaly) ist ein ehemaliger tschechischer Fußballspieler und derzeitiger Fußballtrainer.

## Spielerkarriere
Kopač spielte nur unterklassig für die Vereine Dukla Tábor, Dukla Prag B, Dukla Slaný, Spartak Vlašim und Meteor Prag.

## Trainerkarriere
Seine Trainerlaufbahn begann Kopač bei der B-Mannschaft von Meteor 8. Von 1982 bis 1990 war er Trainer im Juniorenbereich von Sparta Prag und zeitweise auch Coach der B-Mannschaft. Von 1990 bis 1993 trainierte er den damaligen Zweitligisten Spartak BSS Brandýs nad Labem. Die nächsten drei Spielzeiten war er als Assistent bei Viktoria Žižkov, im März 1995 wurde er zum Cheftrainer befördert. Er blieb es auch in der Saison 1995/96, in der er mit der Mannschaft den zehnten Platz erreichte.
Danach kehrte Kopač zu Sparta Prag zurück, wo er erneut Jugendmannschaften trainierte. Von 2000 bis 2003 war er Co-Trainer bei Marila Příbram, im November 2003 übernahm er den Cheftrainerposten des entlassenen Jozef Chovanec. Nach etwas mehr als einem Jahr, die Mannschaft stand auf einem Abstiegsplatz, musste er für Pavel Tobíaš Platz machen.
In der Rückrunde 2004/05 übernahm er in der 2. Liga den FK Viktoria Žižkov, verfehlte mit dem Erstligaabsteiger das Ziel Wiederaufstieg deutlich, auch aufgrund eines Abzuges von zwölf Punkten als Folge des Korruptionsskandals. Im September 2006 kehrte Kopač als Co-Trainer nach Příbram zurück, im Juli 2007 wurde er Assistent von Robert Žák beim FK Siad Most.